# Nippononethes nishikawai
Nippononethes nishikawai is een pissebed uit de familie Trichoniscidae. De wetenschappelijke naam van de soort is voor het eerst geldig gepubliceerd in 1990 door Nunomura.